# صوفيا مونتيه نويبيرغر لويبنغر
صوفيا مونتيه نويبيرغر لويبنغر (1865 – 1943) مغنية أمريكية من أصل يهودي، وفاعلة خير، وناشطة في المطالبة بحق المرأة في التصويت، وخطيبة، وكاتبة ومحررة في الصحافة. في حين تذكر غالبًا بكونها ناشطة في المطالبة بحق المرأة في التصويت، إلا أن نسختها من النشاط المناصر لتصويت المرأة اعتمدت مصاغًا ومظهرًا سياسيًا لحركة الاقتراع البريطانية. مثلها كمثل أسلافها البريطانيين، وظف نشاط لويبنغر تكتيكات أكثر تطرفًا ونضالية من نظرائها الأمريكيين. سمح ذلك التطرف بجذب أجهزة الإعلام صوبها على الصعيدين المحلي والوطني، كما ساعد في تأجيج السياسات العامة للاحتجاج لصالح الحركة المناصرة لحق المرأة في التصويت في الولايات المتحدة. كانت عضوا مؤسسًا في «الاتحاد التقدمي لتصويت المرأة»، وعملت محررة ومساهمة منتظمة في الصحيفة التابعة للاتحاد «داعمة التصويت الأمريكية».

## سيرتها

### نشأتها
ولدت صوفيا في شيكاغو، إلينوي، في 28 يوليو 1865، لأبوين يهوديين مهاجرين؛ جاكوب وروسالي (رولين) نويبرغر. ولد أبوها في ألمانيا، ووصل إلى ميناء نيويورك في 23 ديسمبر 1851 قبل أن يشق طريقه إلى شيكاغو حيث التقى روسالي شتاين الدانماركية المولد. تزوج الاثنان في مقاطعة كوك، إلينوي، سنة 1858. في حين لم تكن نيوبرغر عائلة ثرية، تذكر مقالة من صحيفة «نيويورك تريبيون» من سنة 1920 أن جاكوب نيوبرغر كان له روابط بألبرت باين، الذي خدم عمدة لنيويورك خلال الحرب الاهلية وكان صديقًا حميمًا وموكلًا لدى أبراهام لينكولن.
بعد ولادة صوفيا سنة 1865، أنجبت روزالي ستة أطفال آخرين بين الستينات والسبعينات من القرن التاسع عشر، هم على التوالي، آيزاك، دايفيد، سيلاس، لويس، مينيت (ميني)، وفريدريكا. بقيت صوفيا ودايفيد قريبين جدًا طوال حياتها.
لكونها أكبر أشقائها، قضت صوفيا سنواتها الأولى في شيكاغو قبل انتقالها مع عائلتها إلى مدينة نيويورك في أواخر الستينيات. عند وصولهم، عاشت عائلة صوفيا في جناح مانهاتن التاسع عشر، بين المناطق المعروفة اليوم باسم لينوكس هيل وميدتاون الشرقية، قبل انتقالها إلى الشارع الشرقي الثاني والعشرين بعد المائة في أواخر السبعينات في ما يعرف الآن باسم إيست هارلم. في وقت إقامتهم هناك، كانت سكك القطارات المرتفعة (سكك قطارات ترتفع قليلًا عن الشارع) تمتد توًا في المنطقة، ما جعل من المدينة مشهدًا للتطور السريع. نتيجة، أصبحت شوارع منطقة صوفيا بحلول منتصف ثمانينيات القرن التاسع عشر مزدحمة بمباني المساكن المكتظة، والتي بنيت لإيواء أعداد كبيرة من المهاجرين الألمان والأيرلنديين واليهود من ذوي الدخل المحدود.

### التعليم
في بداية السبعينيات، التحقت صوفيا بمدرسة النحو (مدرسة لتعليم اللاتينية آنذاك، تعنى بها اليوم المدرسة الثانوية) رقم 53 في مدينة نيويورك، الواقعة في الشارع التاسع والسبعين والجادة الثالثة، جنوب حديقة سنترال بارك المبنية التي بنيت مؤخرًا آنذاك. رغم عدم وجود سجل يصف ما كانت عليه الظروف أثناء فترة كون صوفيا تلميذة، إلا أن مقالات صحيفة نيويورك تايمز من ثمانينيات القرن التاسع عشر كشفت كثرة معاناة المدرسة من ضعف التمويل والظروف غير الصحية. ولم يكن غير مألوف أن تضم الصفوف خمسين تلميذًا في آن واحد، وفي أحيان كثيرة، يكون في الصف نافذة واحدة تدخل الهواء النقي إليه. كانت السخونة الزائدة مشكلة كبيرة حتى أنه في مقالة سنة 1883، يقال إن إحدى المعلمات أغمي عليها أمام تلاميذها، مسببة نوبة انفعالية دامت ساعة. نظرًا لأن صوفيا أصبحت لاحقًا من دعاة تحسين تمويل التعليم وظروف التعليم لكل من الطلاب والمعلمين، فمن المرجح أن تكون قد تحملت أوضاع غير مواتية مماثلة في الفصول الدراسية خلال فترة دراستها.
رغم هذه الظروف، تخرجت صوفيا بمرتبة الشرف الأولى سنة 1874، وحققت معدل 85%، وحصلت على ميدالية فضية بالألمانية. في تلك الفترة أيضًا، بدأت صقل مهاراتها الأدائية التي حظيت على إثرها بإشادة كبيرة في العقد اللاحق. اختيرت صوفيا، التي تمتعت بموهبة الغناء، إلى جانب زميلتها في الصف، راشيل فرومان، لتمثيل مدرستها عن طريق أداء دويتو «الصياد» لفينشنزو غابوسي في حفل تخرجهم.
بعد إنهاء الدراسة، التحقت صوفيا بجامعة عامة في نيويورك (كلية هانتر اليوم)، حيث حصلت على المعادل الحديث للتعليم الثانوي، بالإضافة إلى التدريب الذي مكنها من أن تصبح معلمة في المدرسة. بعد تلقي تعليمها، درست لفترة وجيزة في قسم الفتيان بالمدرسة الثانوية رقم 70 في شارع 122 الشرقي.

### مسيرتها الغنائية
قبل بدء مسيرتها كفاعله خير وناشطة، حظيت صوفيا (التي كانت لا تزال محتفظة باسم عائلتها نويبرغر في ذلك الوقت) بقدر كبير من الثناء بوصفها سوبرانو (نوع من الغناء بصوت عالي الطبقة) أوبرالية. قبل أول ظهور رسمي لها على المسرح، نوت صوفيا الانتقال إلى الخارج لدراسة الموسيقى والتدريب. دعمًا لرغبتها تلك، أقيم حفل موسيقي خيري في قاعة ستينواي في أبريل 1881، خصصت عائداته لتمويل التعليم الدولي لها. تلقت صوفيا تصيفيقًا حارًا وسط جمهور من أصدقائها، حيث كتبت إحدى الصحف أن «حفلات من هذا النوع ليست بحاجة إلى أي تعليق نقدي». رغم النجاح الذي حظي به ذلك الحدث، أشار خبر نشرته صحيفة «ذا ميوزيكال كوريه» في أكتوبر رغبة صوفيا في البقاء في نيويورك للتدرب على المسرح، واضعة نفسها تحت توجيه مغنية الأوبرا المتقاعدة أديلينا موريو-سيللي دالبيو.
بعد الانتهاء من تدريبها، صنعت صوفيا اسمًا لها في عالم الفن، إذ اختيرت لمرافقة عازفة الكمان الشهيرة كاميلا أورسو في جولة موسيقية مطولة سنة 1883. حظيت جولتهم بتغطية إعلامية كبيرة في الصحف في ذلك الوقت، وأقامت حفلات في مدن مختلفة بما فيها فيلادلفيا، وفريبورت، إلينوي. ظهرت رسميًا لأول مرة على خشبة مسرح نيويورك في 11 1884 في حفل إحياء مسرحية الأوبريت الغنائية «دير بيتلستيودينت» على مسرح تاليا. رغم إشارة النقاد إلى أن الغناء والتمثيل اللذين اظهرتهما صوفيا في تلك الليلة أبديا توترًا واضحًا، إلا أن العرض نال استحسان العامة.
استمرت صوفيا في تقديم عروضها طوال منتصف الثمانينات، وغنت في عدد من المسارح المرموقة، من بينها دار أوبرا شارع ليكسينغتون، قبل أن تحظى بإشادة كبيرة في الدائرة الأوبرالية الأوروبية حيث قدمت عروضها تحت اسمها المسرحي «ملي مونتيه». حظيت موهبتها بإشادة كبيرة لدرجة أنها اختيرت في الرابع والعشرين من سبتمبر 1886 لتكون رائدة سوبرانو في أداء أوبرالي قدمته مدينة ميتز تكريمًا لزيارة ولي العهد الأمير فريدريك وليام. حسب النقاد، قوبل العرض، ولا سيما غناء صوفيا، بتصفيق حار.
تقاعدت صوفيا من مسيرتها الرسمية في أواخر الثمانينات، لتعود إلى نيويورك حيث حظيت بشعبية بين بعض أوساط النخبة الاجتماعية بعد زواجها من هوغو لويبنغر عام 1889. رغم تقاعدها الرسمي، حظيت موهبتها بتفضيل كبير بين أوساطها حتى أن أصدقائها بدؤوا ناديًا موسيقيًا وأدبيًا على شرفها، وكانت أبرز أعماله الفنية ترانيم صوفيا. رغم ازدهار النادي لبعض الوقت، إلا أنه تفكك بعد مغادرة العديد من أعضائه الأساسيين للمدينة. رغم حل النادي، شعر عدد قليل من الاعضاء الباقين بعدم الرغبة في التخلي عن المتعة التي تقدمها لهم تجمعاتهم، طالبين من صوفيا الحفاظ على لقاءات كل فترة وأخرى. في حين شغل بالها هذا الطلب، إلا أنها وافقت في نهاية المطاف، شريطة أن ينضم إليها العدد القليل المتبقي من أعضاء النادي في إنشاء منظمة جديدة اجتماعية وخيرية على حد سواء. أدي طلبها ذاك إلى تأسيس «جمعية مونتيه للإغاثة» سنة 1893.